# لويس ميغيل بينهيرو أندرادي
لويس ميغيل بينهيرو أندرادي (27 مارس 1990 في البرتغال - ) هو لاعب كرة قدم برتغالي في مركز جناح ‏. لعب مع نادي بوافيشتا وF.C. Pampilhosa ‏ وAcadémico de Viseu F.C. ‏.

## وصلات خارجية
- لويس ميغيل بينهيرو أندرادي على موقع قاعدة بيانات كرة القدم.إي يو (الإنجليزية)
- لويس ميغيل بينهيرو أندرادي على موقع Soccerway.com (الإنجليزية)
- لويس ميغيل بينهيرو أندرادي على موقع AS.com (الإسبانية)